# Okręg wyborczy Cirencester and Tewkesbury
Okręg wyborczy Cirencester and Tewkesbury powstał w 1918 r. i wysyłał do brytyjskiej Izby Gmin jednego deputowanego. Okręg położony był w hrabstwie Gloucestershire. Został zlikwidowany w 1997 r.

## Deputowani do brytyjskiej Izby Gmin z okręgu Cirencester and Tewkesbury
- 1918–1929: Thomas Davies
- 1929–1959: William Morrison, Partia Konserwatywna
- 1959–1992: Nicholas Ridley, Partia Konserwatywna
- 1992–1997 : Geoffrey Clifton-Brown, Partia Konserwatywna